# Coppa del Brasile 2021 (calcio)
La Coppa del Brasile 2021 (in portoghese: Copa do Brasil 2021) è stata la 33ª edizione della Coppa del Brasile.

## Formula
A contendersi il trofeo saranno 92 squadre. Le prime nove classificate della Série A (inclusa la vincente della Coppa Libertadores), il vincitore della Copa do Nordeste, della Copa Verde e della Série B inizieranno il torneo partendo dal terzo turno. Tutte le altre, invece, partiranno dal primo turno.

## Partecipanti
Sono in grassetto le formazioni che partiranno dal terzo turno.
| Stato               | Squadra (Città)                         | Motivo qualificazione                                          |
| ------------------- | --------------------------------------- | -------------------------------------------------------------- |
| Acre                | Galvez (Rio Branco)                     | Vincitore del Campionato Acriano 2020                          |
| Acre                | Atlético Acreano (Rio Branco)           | 2° nel Campionato Acriano 2020                                 |
| Alagoas             | CRB (Maceió)                            | Vincitore del Campionato Alagoano 2020                         |
| Alagoas             | CSA (Maceió)                            | 2° nel Campionato Alagoano 2020                                |
| Alagoas             | Murici (Murici)                         | Vincitore dei play-off Copa do Brasil                          |
| Amapá               | Ypiranga-AP (Macapá)                    | Vincitore del Campionato Amapaense 2020                        |
| Amazonas            | Penarol-AM (Itacoatiara)                | Vincitore del Campionato Amazonense 2020                       |
| Amazonas            | Manaus (Manaus)                         | 2° nel Campionato Amazonense 2020                              |
| Bahia               | Bahia (Salvador)                        | Vincitore del Campionato Baiano 2020                           |
| Bahia               | Atlético de Alagoinhas (Alagoinhas)     | 2° nel Campionato Baiano 2020                                  |
| Bahia               | Juazeirense (Juazeiro)                  | 3° nel Campionato Baiano 2020                                  |
| Bahia               | Vitória (Salvador)                      | 4ª migliore squadra del ranking CBF a non essersi qualificata  |
| Ceará               | Ceará (Fortaleza)                       | Vincitore della Copa do Nordeste 2020                          |
| Ceará               | Fortaleza (Fortaleza)                   | Vincitore del Campionato Cearense 2020                         |
| Ceará               | Guarany de Sobral (Sobral)              | Vincitore del primo turno del Campionato Cearense 2020         |
| Ceará               | Ferroviário-CE (Fortaleza)              | Vincitore della Copa Fares Lopes 2020                          |
| Distretto Federale  | Brasiliense (Taguatinga)                | Vincitore della Copa Verde 2020                                |
| Distretto Federale  | Gama (Gama)                             | Vincitore del Campionato Brasiliense 2020                      |
| Distretto Federale  | Real Brasília (Núcleo Bandeirante)      | 3° nel Campionato Brasiliense 2020                             |
| Espírito Santo      | Rio Branco-VN (Venda Nova do Imigrante) | Vincitore del Campionato Capixaba 2020                         |
| Espírito Santo      | Rio Branco-ES (Vitória)                 | 2º nel Campionato Capixaba 2020                                |
| Goiás               | Atl. Goianiense (Goiânia)               | Vincitore del Campionato Goiano 2020                           |
| Goiás               | Goianésia (Goianésia)                   | 2° nel Campionato Goiano 2020                                  |
| Goiás               | Jaraguá (Jaraguá)                       | 3° nel Campionato Goiano 2020                                  |
| Goiás               | Goiás (Goiânia)                         | 3ª migliore squadra del ranking CBF a non essersi qualificata  |
| Goiás               | Vila Nova (Goiânia)                     | 10ª migliore squadra del ranking CBF a non essersi qualificata |
| Maranhão            | Sampaio Corrêa (São Luís)               | Vincitore del Campionato Maranhense 2020                       |
| Maranhão            | Moto Club (São Luís)                    | 2° nel Campionato Maranhense 2020                              |
| Maranhão            | Juventude-MA (São Mateus do Maranhão)   | 3° nel Campionato Maranhense 2020                              |
| Mato Grosso         | Nova Mutum (Nova Mutum)                 | Vincitore Campionato Mato-Grossense 2020                       |
| Mato Grosso         | União Rondonópolis (Rondonópolis)       | 2° nel Campionato Mato-Grossense 2020                          |
| Mato Grosso         | Luverdense (Lucas do Rio Verde)         | 3° nel Campionato Mato-Grossense 2020                          |
| Mato Grosso         | Cuiabá (Cuiabá)                         | 7ª migliore squadra del ranking CBF a non essersi qualificata  |
| Mato Grosso do Sul  | Águia Negra (Rio Brilhante)             | Vincitore del Campionato Sul-Mato-Grossense 2020               |
| Minas Gerais        | Atlético Mineiro (Belo Horizonte)       | 3º classificato nel Campeonato Brasileiro Série A 2020         |
| Minas Gerais        | Tombense (Tombos)                       | 2° nel Campionato Mineiro 2020                                 |
| Minas Gerais        | América-MG (Belo Horizonte)             | 3° nel Campionato Mineiro 2020                                 |
| Minas Gerais        | Caldense (Poços de Caldas)              | 4° nel Campionato Mineiro 2020                                 |
| Minas Gerais        | Uberlândia (Uberlândia)                 | 5° nel Campionato Mineiro 2020                                 |
| Minas Gerais        | Cruzeiro (Belo Horizonte)               | 1ª migliore squadra del ranking CBF a non essersi qualificata  |
| Pará                | Paysandu (Belém)                        | Vincitore del Campionato Paraense 2020                         |
| Pará                | Remo (Belém)                            | 2° nel Campionato Paraense 2020                                |
| Pará                | Castanhal (Castanhal)                   | 3° nel Campionato Paraense 2020                                |
| Paraíba             | Treze (Campina Grande)                  | Vincitore del Campionato Paraibano 2020                        |
| Paraíba             | Campinense (Campina Grande)             | 2° nel Campionato Paraibano 2020                               |
| Paraná              | Athl. Paranaense (Curitiba)             | 9º classificato nel Campeonato Brasileiro Série A 2020         |
| Paraná              | Coritiba (Curitiba)                     | 2° nel Campionato Paranaense 2020                              |
| Paraná              | FC Cascavel (Cascavel)                  | 3° nel Campionato Paranaense 2020                              |
| Paraná              | Cianorte (Cianorte)                     | 4° nel Campionato Paranaense 2020                              |
| Paraná              | Operário-PR (Ponta Grossa)              | 5° nel Campionato Paranaense 2020                              |
| Paraná              | Paraná (Curitiba)                       | 8ª migliore squadra del ranking CBF a non essersi qualificata  |
| Pernambuco          | Salgueiro (Salgueiro)                   | Vincitore del Campionato Pernambucano 2020                     |
| Pernambuco          | Santa Cruz (Recife)                     | 2° nel Campionato Pernambucano 2020                            |
| Pernambuco          | Retrô (Camaragibe)                      | 3° nella prima fase del Campionato Pernambucano 2020           |
| Pernambuco          | Sport Recife (Recife)                   | 2ª migliore squadra del ranking CBF a non essersi qualificata  |
| Piauí               | 4 de Julho (Piripiri)                   | Vincitore del Campionato Piauiense 2020                        |
| Piauí               | Picos (Picos)                           | 2° nel Campionato Piauiense 2020                               |
| Rio de Janeiro      | Flamengo (Rio de Janeiro)               | Vincitore del Campeonato Brasileiro Série A 2020               |
| Rio de Janeiro      | Fluminense (Rio de Janeiro)             | 5º classificato nel Campeonato Brasileiro Série A 2020         |
| Rio de Janeiro      | Botafogo (Rio de Janeiro)               | 5° nel Campionato Carioca 2020                                 |
| Rio de Janeiro      | Vasco da Gama (Rio de Janeiro)          | 7° nel Campionato Carioca 2020                                 |
| Rio de Janeiro      | Volta Redonda (Volta Redonda)           | Vincitore della Taça Independência 2020                        |
| Rio de Janeiro      | Boavista-RJ (Saquarema)                 | Vincitore del Torneio Extra 2020                               |
| Rio de Janeiro      | Madureira (Rio de Janeiro)              | 2º nel Torneio Extra 2020                                      |
| Rio Grande do Norte | ABC (Natal)                             | Vincitore del Campionato Potiguar 2020                         |
| Rio Grande do Norte | América-RN (Natal)                      | 2° nel Campionato Potiguar 2020                                |
| Rio Grande do Sul   | Internacional (Porto Alegre)            | 2º classificato nel Campeonato Brasileiro Série A 2020         |
| Rio Grande do Sul   | Grêmio (Porto Alegre)                   | 6º classificato nel Campeonato Brasileiro Série A 2020         |
| Rio Grande do Sul   | Caxias (Caxias do Sul)                  | 2° nel Campionato Gaúcho 2020                                  |
| Rio Grande do Sul   | Esportivo (Bento Gonçalves)             | 4° nel Campionato Gaúcho 2020                                  |
| Rio Grande do Sul   | Ypiranga-RS (Erechim)                   | 5° nel Campionato Gaúcho 2020                                  |
| Rio Grande do Sul   | Santa Cruz-RS (Santa Cruz do Sul)       | Vincitore della Copa FGF                                       |
| Rio Grande do Sul   | Juventude (Caxias do Sul)               | 6ª migliore squadra del ranking CBF a non essersi qualificata  |
| Rondônia            | Porto Velho (Porto Velho)               | Vincitore del Campionato Rondoniense 2020                      |
| Roraima             | São Raimundo-RR (Boa Vista)             | Vincitore del Campionato Roraimense 2020                       |
| San Paolo           | Palmeiras (San Paolo)                   | Vincitore della Coppa Libertadores 2020                        |
| San Paolo           | San Paolo (San Paolo)                   | 4º classificato nel Campeonato Brasileiro Série A 2020         |
| San Paolo           | Santos (Santos)                         | 8º classificato nel Campeonato Brasileiro Série A 2020         |
| San Paolo           | Corinthians (San Paolo)                 | 2° nel Campionato Paulista 2020                                |
| San Paolo           | Mirassol (Mirassol)                     | 3° nel Campionato Paulista 2020                                |
| San Paolo           | Ponte Preta (Campinas)                  | 4° nel Campionato Paulista 2020                                |
| San Paolo           | RB Bragantino (Bragança Paulista)       | Vincitore del Troféu do Interior 2020                          |
| San Paolo           | Marília (Marília)                       | 2º nella Copa Paulista 2020                                    |
| Santa Catarina      | Chapecoense (Chapecó)                   | Vincitore del Campeonato Brasileiro Série B 2020               |
| Santa Catarina      | Brusque (Brusque)                       | 2° nel Campionato Catarinense 2020                             |
| Santa Catarina      | Criciúma (Criciúma)                     | 3° nel Campionato Catarinense 2020                             |
| Santa Catarina      | Joinville (Joinville)                   | Vincitore della Copa Santa Catarina 2020                       |
| Santa Catarina      | Avaí (Florianópolis)                    | 6ª migliore squadra del ranking CBF a non essersi qualificata  |
| Santa Catarina      | Figueirense (Florianópolis)             | 9ª migliore squadra del ranking CBF a non essersi qualificata  |
| Sergipe             | Confiança (Aracaju)                     | Vincitore del Campionato Sergipano 2020                        |
| Sergipe             | Sergipe (Aracaju)                       | 2° nel Campionato Sergipano 2020                               |
| Tocantins           | Palmas (Palmas)                         | Vincitore del Campionato Tocantinense 2020                     |

## Primo turno

### Sorteggio
Gli accoppiamenti sono stati determinati tramite sorteggio il 2 marzo 2021 nella sede centrale della CBF a Rio de Janeiro. Le squadre sono state divise in otto urne (da A a H) in base alla posizione occupata nel Ranking CBF (a parità di posizione nel Ranking Nacional de Clubes viene considerata la miglior posizione delle federazione statale di appartenenza nel Ranking Nacional de Federações). Sono poi state abbinate tramite sorteggio accoppiando una squadra dell'urna A con una dell'urna E, una della B con una della F, una della C con una della G e una della D con una della H.
Sono stati sorteggiati anche gli accoppiamenti per il secondo turno.
Tra parentesi è indicata la posizione nel Ranking CBF.
| Urna A | Urna B | Urna C | Urna D |
| --- | --- | --- | --- |
| Corinthians (7) Cruzeiro (10) Bahia (11) Botafogo (13) Vasco da Gama (16) América-MG (17) Fortaleza (18) Atl. Goianiense (19) Sport Recife (20) Goiás (21) | RB Bragantino (22) Vitória (23) Ponte Preta (24) Coritiba (25) Avaí (26) Juventude (27) Cuiabá (28) Paraná (29) CSA (30) CRB (31)                                | Figueirense (32) Sampaio Corrêa (33) Vila Nova (34) Paysandu (35) Santa Cruz (41) Criciúma (42) Operário-PR (43) Confiança (47) Luverdense (48) Remo (50)                                             | Ypiranga-RS (51) ABC (52) Brusque (53) Tombense (54) Volta Redonda (55) Ferroviário-CE (57) Joinville (58) América-RN (59) Atlético Acreano (60) Manaus (63)                                                                                |
| Urna E | Urna F | Urna G | Urna H |
| Salgueiro (64) Treze (65) Moto Club (67) Campinense (72) São Raimundo-RR (79) Juazeirense (81) Caxias (82) Caldense (84) Galvez (92) Boavista-RJ (93)      | União Rondonópolis (94) Mirassol (98) Palmas (99) Sergipe (102) Cianorte (107) Gama (114) Murici (123) Guarany de Sobral (125) Águia Negra (129) Goianésia (130) | Atlético de Alagoinhas (137) Ypiranga-AP (144) Juventude-MA (150) FC Cascavel (152) Uberlândia (164) Madureira (165) 4 de Julho (194) Rio Branco-ES (230) Marília (no ranking) Esportivo (no ranking) | Santa Cruz-RS (no ranking) Jaraguá (no ranking) Retrô (no ranking) Nova Mutum (no ranking) Castanhal (no ranking) Penarol-AM (no ranking) Picos (no ranking) Real Brasília (no ranking) Rio Branco-VN (no ranking) Porto Velho (no ranking) |

### Partite
Nel primo turno le squadre si scontrano in un match unico. In caso di parità al termine dei 90 minuti si qualifica la squadra con il miglior ranking CBF.
| Squadra 1              | Risultato | Squadra 2        |
| ---------------------- | --------- | ---------------- |
| 9 marzo 2021           |           |                  |
| Águia Negra            | 0 – 1     | Vitória          |
| Campinense             | 1 – 7     | Bahia            |
| 10 marzo 2021          |           |                  |
| 4 de Julho             | 1 – 0     | Confiança        |
| Moto Club              | 0 – 5     | Botafogo         |
| Gama                   | 1 – 2     | Ponte Preta      |
| Juazeirense            | 3 – 2     | Sport Recife     |
| Rio Branco-ES          | 2 – 1     | Sampaio Corrêa   |
| Cianorte               | 1 – 0     | Paraná           |
| Madureira              | 0 – 1     | Paysandu         |
| 11 marzo 2021          |           |                  |
| Boavista-RJ            | 3 – 1     | Goiás            |
| Uberlândia             | 1 – 1     | Luverdense       |
| São Raimundo-RR        | 1 – 1     | Cruzeiro         |
| Real Brasília          | 0 – 2     | América-RN       |
| 16 marzo 2021          |           |                  |
| Sergipe                | 0 – 0     | Cuiabá           |
| Murici                 | 0 – 3     | Juventude        |
| 17 marzo 2021          |           |                  |
| Rio Branco-VN          | 1 – 1     | ABC              |
| Guarany de Sobral      | 1 – 5     | CSA              |
| Esportivo              | 0 – 2     | Remo             |
| Picos                  | 1 – 0     | Atlético Acreano |
| Castanhal              | 0 – 3     | Volta Redonda    |
| Atlético de Alagoinhas | 0 – 3     | Vila Nova        |
| Galvez                 | 1 – 3     | Atl. Goianiense  |
| Santa Cruz-RS          | 0 – 0     | Joinville        |
| Salgueiro              | 0 – 3     | Corinthians      |
| Retrô                  | 1 – 0     | Brusque          |
| Nova Mutum             | 0 – 0     | Tombense         |
| Caxias                 | 0 – 1     | Fortaleza        |
| Juventude-MA           | 0 – 2     | Operário-PR      |
| 18 marzo 2021          |           |                  |
| Marília                | 0 – 0     | Criciúma         |
| Treze                  | 0 – 1     | América-MG       |
| FC Cascavel            | 2 – 1     | Figueirense      |
| Caldense               | 1 – 1     | Vasco da Gama    |
| Penarol-AM             | 1 – 1     | Ypiranga-RS      |
| Mirassol               | 2 – 3     | RB Bragantino    |
| União Rondonópolis     | 0 – 1     | Coritiba         |
| 25 marzo 2021          |           |                  |
| Porto Velho            | 0 – 1     | Ferroviário-CE   |
| Palmas                 | 0 – 1     | Avaí             |
| 26 marzo 2021          |           |                  |
| Jaraguá                | 1 – 4     | Manaus           |
| Ypiranga-AP            | 0 – 4     | Santa Cruz       |
| 27 marzo 2021          |           |                  |
| Goianésia              | 2 – 3     | CRB              |

## Secondo turno
Nel secondo turno le squadre si scontrano in un match unico. In caso di parità al termine dei 90 minuti, la vincente verrà decisa tramite i calci di rigore.
| Squadra 1      | Risultato       | Squadra 2       |
| -------------- | --------------- | --------------- |
| 26 marzo 2021  |                 |                 |
| Corinthians    | 1 – 1 (5-3 dtr) | Retrô           |
| 1º aprile 2021 |                 |                 |
| Luverdense     | 1 – 2           | RB Bragantino   |
| 6 aprile 2021  |                 |                 |
| Fortaleza      | 1 – 0           | Ypiranga-RS     |
| Coritiba       | 3 – 2           | Operário-PR     |
| 7 aprile 2021  |                 |                 |
| Bahia          | 4 – 1           | Manaus          |
| Picos          | 0 – 1           | Boavista-RJ     |
| Juazeirense    | 3 – 3 (4-2 dtr) | Volta Redonda   |
| Vitória        | 2 – 0           | Rio Branco-ES   |
| Tombense       | 1 – 2           | Vasco da Gama   |
| 8 aprile 2021  |                 |                 |
| Criciúma       | 1 – 1 (5-4 dtr) | Ponte Preta     |
| Vila Nova      | 1 – 1 (4-3 dtr) | Juventude       |
| 13 aprile 2021 |                 |                 |
| CSA            | 1 – 1 (5-6 dtr) | Remo            |
| Paysandu       | 1 – 2           | CRB             |
| Cianorte       | 1 – 0           | Santa Cruz      |
| 14 aprile 2021 |                 |                 |
| América-MG     | 1 – 1 (3-2 dtr) | Ferroviário-CE  |
| ABC            | 1 – 1 (4-1 dtr) | Botafogo        |
| América-RN     | 0 – 1           | Cruzeiro        |
| 15 aprile 2021 |                 |                 |
| 4 de Julho     | 0 – 0 (5-4 dtr) | Cuiabá          |
| Avaí           | 2 – 0           | FC Cascavel     |
| Joinville      | 0 – 2           | Atl. Goianiense |

## Terzo turno

### Sorteggio
Gli accoppiamenti sono stati determinati tramite sorteggio il 23 aprile 2021 nella sede centrale della CBF a Rio de Janeiro. Le trentadue squadre sono state suddivise in due urne (A e B) in base alla posizione occupata nel Ranking CBF.
Tra parentesi è indicata la posizione nel Ranking CBF.
| Urna A | Urna B |
| --- | --- |
| Flamengo (1) Palmeiras (2) Grêmio (3) Internacional (4) Athl. Paranaense (5) Santos (6) Corinthians (7) San Paolo (8) Atlético Mineiro (9) Cruzeiro (10) Bahia (11) Fluminense (12) Ceará (14) Chapecoense (15) Vasco da Gama (16) América-MG (17) | Fortaleza (18) Atl. Goianiense (19) RB Bragantino (22) Vitória (23) Coritiba (25) Avaí (26) CRB (31) Vila Nova (34) Criciúma (42) Remo (50) ABC (52) Juazeirense (81) Brasiliense (83) Boavista-RJ (93) Cianorte (107) 4 de Julho (194) |

### Partite
Nel terzo turno le squadre si scontrano in match di andata e ritorno. In caso di parità di differenza reti al termine del doppio scontro, la vincente verrà decisa tramite i calci di rigore.
| Squadra 1                  | Totale          | Squadra 2        | Andata | Ritorno |
| -------------------------- | --------------- | ---------------- | ------ | ------- |
| 1º giugno / 8 giugno 2021  |                 |                  |        |         |
| Cianorte                   | 0 – 3           | Santos           | 0 – 2  | 0 – 1   |
| 4 de Julho                 | 4 – 11          | San Paolo        | 3 – 2  | 1 – 9   |
| 1º giugno / 9 giugno 2021  |                 |                  |        |         |
| Vila Nova                  | 0 – 2           | Bahia            | 0 – 1  | 0 – 1   |
| Boavista-RJ                | 1 – 2           | Vasco da Gama    | 0 – 1  | 1 – 1   |
| 2 giugno / 9 giugno 2021   |                 |                  |        |         |
| Fluminense                 | 3 – 2           | RB Bragantino    | 2 – 0  | 1 – 2   |
| América-MG                 | 2 – 2 (2-3 dtr) | Criciúma         | 0 – 0  | 2 – 2   |
| Corinthians                | 0 – 2           | Atl. Goianiense  | 0 – 2  | 0 – 0   |
| Chapecoense                | 3 – 4           | ABC              | 3 – 1  | 0 – 3   |
| 2 giugno / 10 giugno 2021  |                 |                  |        |         |
| Grêmio                     | 2 – 0           | Brasiliense      | 2 – 0  | 0 – 0   |
| Fortaleza                  | 4 – 1           | Ceará            | 1 – 1  | 3 – 0   |
| Remo                       | 1– 4            | Atlético Mineiro | 0 – 2  | 1 – 2   |
| 3 giugno / 9 giugno 2021   |                 |                  |        |         |
| CRB                        | 1 – 1 (4-3 dtr) | Palmeiras        | 0 – 1  | 1 – 0   |
| Avaí                       | 1 – 2           | Athl. Paranaense | 1 – 1  | 0 – 1   |
| 3 giugno / 10 giugno 2021  |                 |                  |        |         |
| Vitória                    | 3 – 2           | Internacional    | 0 – 1  | 3 – 1   |
| Cruzeiro                   | 1 – 1 (2-3 dtr) | Juazeirense      | 1 – 0  | 0 – 1   |
| 10 giugno / 16 giugno 2021 |                 |                  |        |         |
| Coritiba                   | 0 – 3           | Flamengo         | 0 – 1  | 0 – 2   |

## Ottavi di finale

### Sorteggio
Gli accoppiamenti sono stati determinati tramite sorteggio il 22 giugno 2021 nella sede centrale della CBF a Rio de Janeiro. Lesedici squadre sono state suddivise in due urne (A e B) in base alla posizione occupata nel Ranking CBF.
Tra parentesi è indicata la posizione nel Ranking CBF.
| Urna A | Urna B |
| --- | --- |
| Flamengo (1) Grêmio (3) Athl. Paranaense (5) Santos (6) San Paolo (8) Atlético Mineiro (9) Bahia (11) Fluminense (12) | Vasco da Gama (16) Fortaleza (18) Atl. Goianiense (19) Vitória (23) CRB (31) Criciúma (42) ABC (52) Juazeirense (81) |

### Partite
Negli ottavi di finale le squadre si scontrano in match di andata e ritorno. In caso di parità di differenza reti al termine del doppio scontro, la vincente verrà decisa tramite i calci di rigore.
| Squadra 1                  | Totale | Squadra 2       | Andata | Ritorno |
| -------------------------- | ------ | --------------- | ------ | ------- |
| 27 luglio / 31 luglio 2021 |        |                 |        |         |
| Criciúma                   | 2 – 4  | Fluminense      | 2 – 1  | 0 – 3   |
| 27 luglio / 3 agosto 2021  |        |                 |        |         |
| Vitória                    | 0 – 4  | Grêmio          | 0 – 3  | 0 – 1   |
| 28 luglio / 4 agosto 2021  |        |                 |        |         |
| San Paolo                  | 4 – 1  | Vasco da Gama   | 2 – 0  | 2 – 1   |
| Atlético Mineiro           | 3 – 2  | Bahia           | 2 – 0  | 1 – 2   |
| Athl. Paranaense           | 4 – 3  | Atl. Goianiense | 2 – 1  | 2 – 2   |
| 28 luglio / 5 agosto 2021  |        |                 |        |         |
| Santos                     | 4 – 2  | Juazeirense     | 4 – 0  | 0 – 2   |
| 29 luglio / 4 agosto 2021  |        |                 |        |         |
| Fortaleza                  | 3 – 1  | CRB             | 2 – 1  | 1 – 0   |
| 29 luglio / 5 agosto 2021  |        |                 |        |         |
| Flamengo                   | 7 – 0  | ABC             | 6 – 0  | 1 – 0   |

## Quarti di finale

### Sorteggio
Gli accoppiamenti sono stati determinati tramite sorteggio il 6 agosto 2021 nella sede centrale della CBF a Rio de Janeiro. Le otto squadre posizionate in un'unica urna in base alla posizione occupata nel Ranking CBF. Sono stati sorteggiati anche gli accoppiamenti per le semifinali.
Tra parentesi è indicata la posizione nel Ranking CBF.
| Urna A |
| --- |
| Flamengo (1) Grêmio (3) Athl. Paranaense (5) Santos (6) San Paolo (8) Atlético Mineiro (9) Fluminense (12) Fortaleza (18) |

### Partite
Nei quarti di finale le squadre si scontrano in match di andata e ritorno. In caso di parità di differenza reti al termine del doppio scontro, la vincente verrà decisa tramite i calci di rigore.
| Squadra 1                     | Totale | Squadra 2        | Andata | Ritorno |
| ----------------------------- | ------ | ---------------- | ------ | ------- |
| 25 agosto / 14 settembre 2021 |        |                  |        |         |
| Athl. Paranaense              | 2 – 0  | Santos           | 1 – 0  | 1 – 0   |
| 25 agosto / 15 settembre 2021 |        |                  |        |         |
| Grêmio                        | 0 – 6  | Flamengo         | 0 – 4  | 0 – 2   |
| San Paolo                     | 3 – 5  | Fortaleza        | 2 – 2  | 1 – 3   |
| 26 agosto / 15 settembre 2021 |        |                  |        |         |
| Fluminense                    | 1 – 3  | Atlético Mineiro | 1 – 2  | 0 – 1   |

## Semifinali
| Squadra 1                    | Totale | Squadra 2 | Andata | Ritorno |
| ---------------------------- | ------ | --------- | ------ | ------- |
| 20 ottobre / 27 ottobre 2021 |        |           |        |         |
| Athl. Paranaense             | 5 – 2  | Flamengo  | 2 – 2  | 3 – 0   |
| Atlético Mineiro             | 6 – 1  | Fortaleza | 4 – 0  | 2 – 1   |

## Finale
| Squadra 1                      | Totale | Squadra 2        | Andata | Ritorno |
| ------------------------------ | ------ | ---------------- | ------ | ------- |
| 12 dicembre / 15 dicembre 2021 |        |                  |        |         |
| Atlético Mineiro               | 6 – 1  | Athl. Paranaense | 4 – 0  | 2 – 1   |